# Juan Cabré Aguiló
Juan Cabré Aguiló (Calaceit, Matarranya, 2 d'agost de 1882 - Madrid, 2 d'agost de 1947), va ser un arqueòleg espanyol. El municipi de Calaceit li ha dedicat un museu.

## Biografia
Va realitzar els seus primers estudis a Tortosa i Saragossa. Més tard va continuar la seva formació a Madrid gràcies a una beca de la Diputació de Terol. Al mateix temps va ser alumne de la Reial Acadèmia de Belles Arts de Sant Ferran, i va realitzar algun treball per al Museu del Prado. Aquesta sòlida formació plàstica és evident als excel·lents dibuixos que acompanyen tota la seva obra de catalogació, especialment en el cas del «Castro de la Mesa de Miranda».
La seva inclinació pel dibuix i, més tard, per l'arqueologia, sembla que pogués estar influïda pel col·leccionista Sebastián Monserrat de Saragossa, qui el va acostar a la seva col·lecció formada per peces de la cultura ibèrica. En una data tan prematura com el 1907 Cabré va publicar el seu primer treball arqueològic al Butlletí de la Reial Acadèmia de Bones Lletres de Barcelona sobre les excavacions del poblat iber de San Antonio de Calaceite. Va ser en aquell temps nomenat Membre Corresponent de la Reial Acadèmia de la Història i designat per a l'elaboració del Catàleg Monumental d'Espanya, en concret, el de la província de Terol.
La seva formació es va ampliar gràcies a una de les beques que la Junta per a Ampliació d'Estudis li va concedir per visitar França, Alemanya, Àustria, Itàlia i Suïssa.
Cabré va iniciar les seves recerques sobre la cultura ibèrica al sud de la península a partir del 1917, però aviat es va orientar als pobles de cultura celta del centre d'Espanya amb les excavacions de les Cogotas, Sanchorreja i el Mesa de Miranda.
És famós el seu estudi d'importants mostres d'art rupestre, datats entre l'Aurinyacià i el Magdalenià, a l'interior de la Cova de los Casares (Riba de Saelices) i la descoberta de la cova de l'Hoz (Santa Maria de l'Espino) també amb pintures i gravats prehistòrics, totes dues a la província de Guadalajara l'any 1934.
Finalitzada la guerra civil espanyola, Cabré va ser destituït com a responsable del Museu Cerralbo, encara que el 1940 va ser nomenat cap de la secció de Prehistòria de l'Institut "Diego de Velázquez" d'Art i Arqueologia. El juliol del 1942, va obtenir, per oposició, la plaça de preparador de la secció de Prehistòria i Edat Antiga del Museu Arqueològic Nacional d'Espanya, càrrec que va exercir fins al moment de la seva mort, el 2 d'agost de 1947.

## Publicacions
- Cabré Aguiló, Juan; Cabré Herreros, Encarnación (calcos) (1934). «Las cuevas de los Casares y de la Hoz» (JPEG). Archivo español de Arte y Arqueología (Madrid). Consultado el 6 de enero de 2013.
- ——— (1940). «Figuras antropomorfas de la Cueva de Los Casares (Guadalajara)». Archivo Español de Arqueología (Madrid) (40).
- ——— (1944). «Corpus Vasorium hispanorum. Cerámica de Azaila. Museos arqueológicos de Madrid, Barcelona y Zaragoza». (Madrid)
- ——— (1934). «La Cueva de Los Casares». Anales de la Asociación española para el progreso de las Ciencias (Madrid). Año 1.
- ——— (25 de mayo de 1935). «Cave Art of some 30.000 years ago: a wonderful discovery in Spain». The Illustrated London News (en anglès) (Londres). Año 1.
- ———; Cabré Herreros, Encarnación (1930-1932)«El arte rupestre en España. Excavaciones de las Cogotas», Cardeñosa (Àvila) Dos Volums
- ———; Cabré Herreros, Encarnación (1935). «La Cueva de Los Casares, Riba de Saelices, Guadalajara (Espanya)». XVI Congres International d'Antropologie et d'Archeologie Prehistorique (en francès). Brussel·les.
- ———; Cabré Herreros, Encarnación (1998). Investigaciones de las Cuevas de los Casares y de la Hoz (1934-1941). Sigüenza: Librería Rayuela.
- ———; Cabré Herreros, Encarnación (29 de septiembre de 1935). «Neu entdeckte Felsenmalereien aus der alten Steinzeit Mittelspaniens». Die Umschau. Wissenschaft und Technik (en alemany) (Frankfurt am Main) (40): pp. 797–799.
- ———; Cabré Herreros, Encarnación i Antonio Molinero Pérez (1950) «El castro y la necrópolis del Hierro. Céltico de Chamartín de la Sierra (Ávila)» Comisaría General de Excavaciones Arqueológicas. (Madrid)

## Galeria

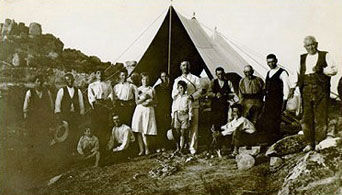
Juan Cabré, qmb la seva família i uns obrers, a una campanya d'excavació l'any 1930.
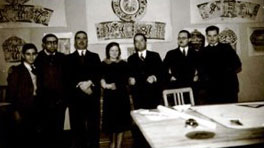
Despatx de Juan Cabré, trobat a l'Institut Diego Velázquez.
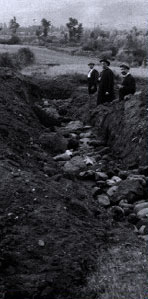
Juan Cabré, en una visita a la necròpolis de Hijes.
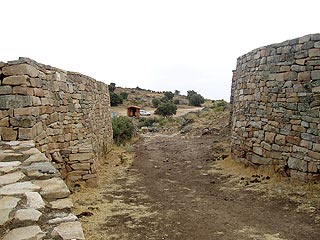
Castro de las Cogotas. Reconstrucció de la porta principal.
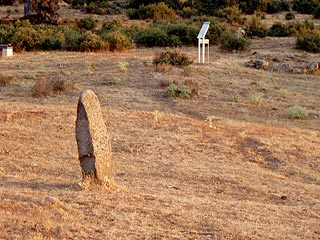
Castro de la Mesa de Miranda. Necròpolis.
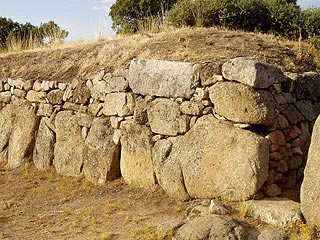
Castro de la Mesa de Miranda. Muralla ciclòpea.